# Bob Hoover

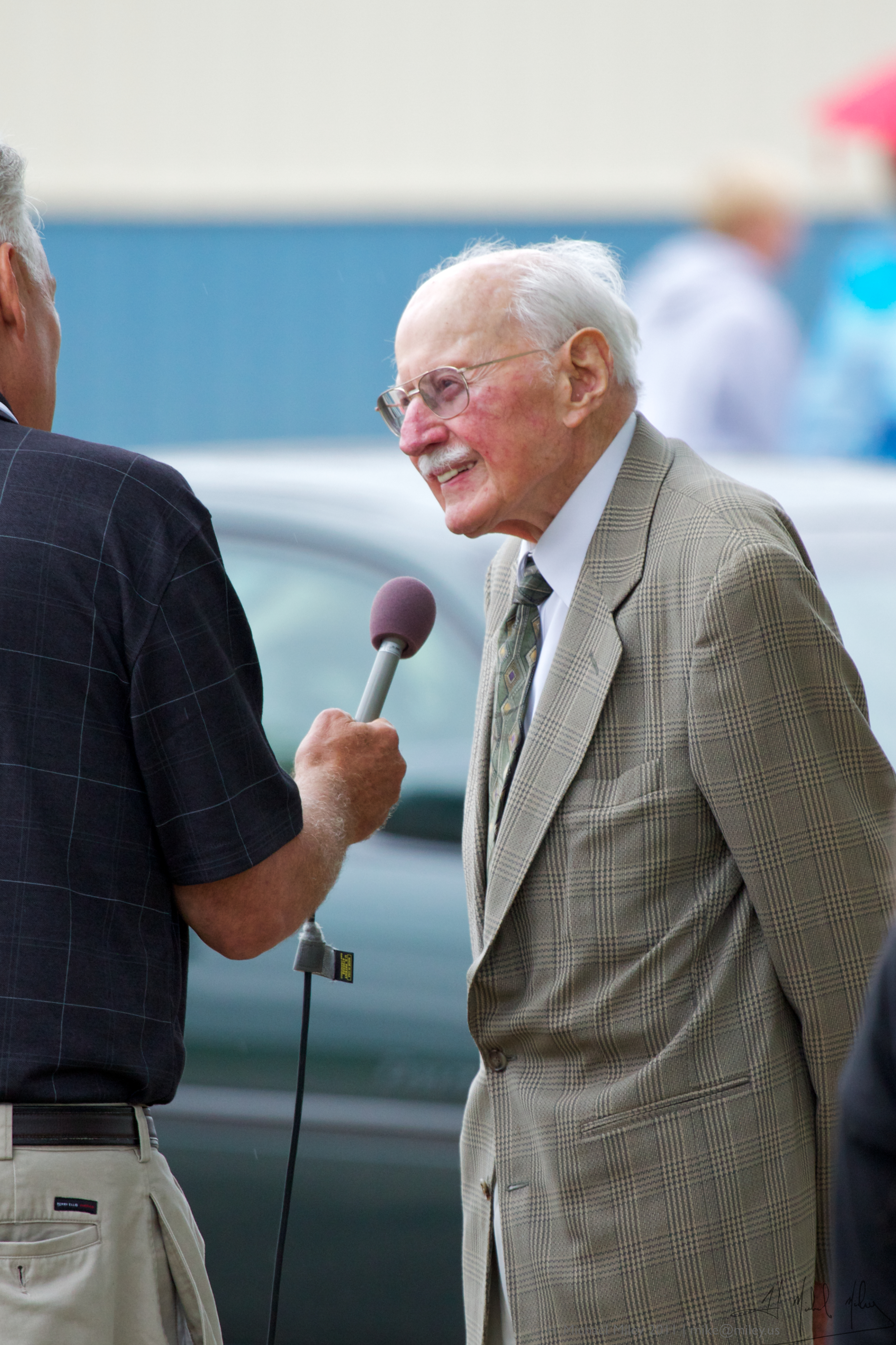
Bob Hoover (2011)

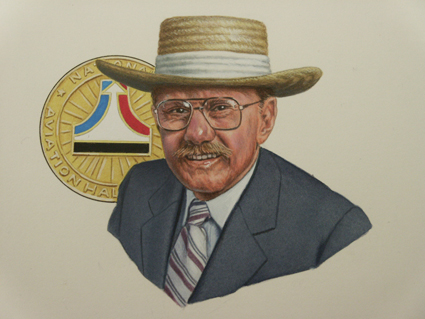
Lithographie von Bob Hoover

Robert A. „Bob“ Hoover (* 24. Januar 1922 in  Nashville, Tennessee; † 25. Oktober 2016 in Los Angeles, Kalifornien) war ein US-amerikanischer Testpilot und Kunstflieger. Er gilt als ein Wegbereiter des modernen Kunstflugs und wurde von Jimmy Doolittle als einer der besten Piloten aller Zeiten bezeichnet (“the best stick-and-rudder pilot of all time”).

## Leben

### Pilotenausbildung
Hoover lernte das Fliegen im Alter von 16 Jahren auf dem Flugplatz Hampton Field, dem ersten Flughafen seiner Heimatstadt Nashville im US-Bundesstaat Tennessee. Seine Flugstunden finanzierte er mit Arbeit in einem Lebensmittelgeschäft. Danach trat er der Tennessee National Guard bei und wurde zur Pilotenausbildung zur US Army geschickt.

### Zweiter Weltkrieg
Während des Zweiten Weltkriegs war Hoover zuerst zur Pilotenausbildung in England eingesetzt, wurde dann allerdings in Casablanca stationiert, wo er Erprobungsflüge für zusammengebaute und reparierte Flugzeuge vor ihrer Indienststellung durchführte. Auf sein Drängen hin wurde er nach Sizilien zur 52nd Fighter Group versetzt, wo er die Spitfire (Mark V) im Kampfeinsatz flog. Am 9. Februar 1944 wurde er während seines 59. Einsatzes von Siegfried Lemke in einer Focke-Wulf Fw 190 an der französischen Südküste abgeschossen und gefangen genommen. Er verbrachte 16 Monate im Stalag Luft 1 in Barth, einem speziellen Kriegsgefangenenlager für alliierte Piloten. Kurz vor Ende des Krieges gelang es Hoover, aus dem Stalag auszubrechen. Er entwendete eine Fw 190 aus einem unbewachten Hangar eines Flugplatzes und flog in die bereits befreiten Niederlande. Nach der Landung wurde er von aufgebrachten Bauern mit Mistgabeln verfolgt, da sein Flugzeug deutsche Abzeichen trug. Er konnte die Bauern davon überzeugen, dass er ein der Gefangenschaft entkommener amerikanischer Pilot war, bevor er in den Niederlanden einem alliierten Kommando übergeben wurde.

### Karriere als Testpilot
Nach Kriegsende wurde er als Testpilot auf der Luftwaffenbasis Wright Field in Ohio eingesetzt, wo er unter anderem die Lockheed P-80 erprobte. Hoover lernte dort Chuck Yeager kennen, der dort ebenfalls als Testpilot eingesetzt war, und sie freundeten sich an. Gemeinsam wurden sie später nach Muroc Army Air Field versetzt, wo sie in das Erprobungsprogramm der Bell X-1 aufgenommen wurden. Mit diesem Flugzeug durchbrach Yeager am 14. Oktober 1947 als erstes die Schallmauer im Horizontalflug; das Begleitflugzeug (engl. chase plane), eine P-80, wurde von Hoover gesteuert.

### Nach der Air Force
Hoover verließ 1948 die erst ein Jahr zuvor als Nachfolgerin der United States Army Air Forces gegründete United States Air Force und arbeitete zunächst kurz für die Allison Engine Company, bevor er als Testpilot zu North American Aviation wechselte. Während des Koreakriegs unterrichtete er Kampfpiloten der Air Force im Abwurf von Bomben während des Sturzflugs mit einer North American F-86. Diese Abwürfe erfolgten auch über feindlichem Gebiet, die Teilnahme an Luftkämpfen wurde ihm allerdings untersagt.
Während der 1950er Jahre führte er Flugerprobungen an der North American FJ, F-86 Sabre sowie der North American F-100 durch. Dabei wurde er auch oft als Vorführpilot eingesetzt, um die Leistungsfähigkeit dieser Flugzeugtypen den Piloten der Luftwaffe zu demonstrieren. Nachdem North American Aviation 1967 mit der Firma Rockwell-Standard zu North American Rockwell fusionierte (ab 1973: Rockwell International), begann Hoover, die North American P-51 „Mustang“ bei Flugshows vorzuführen.

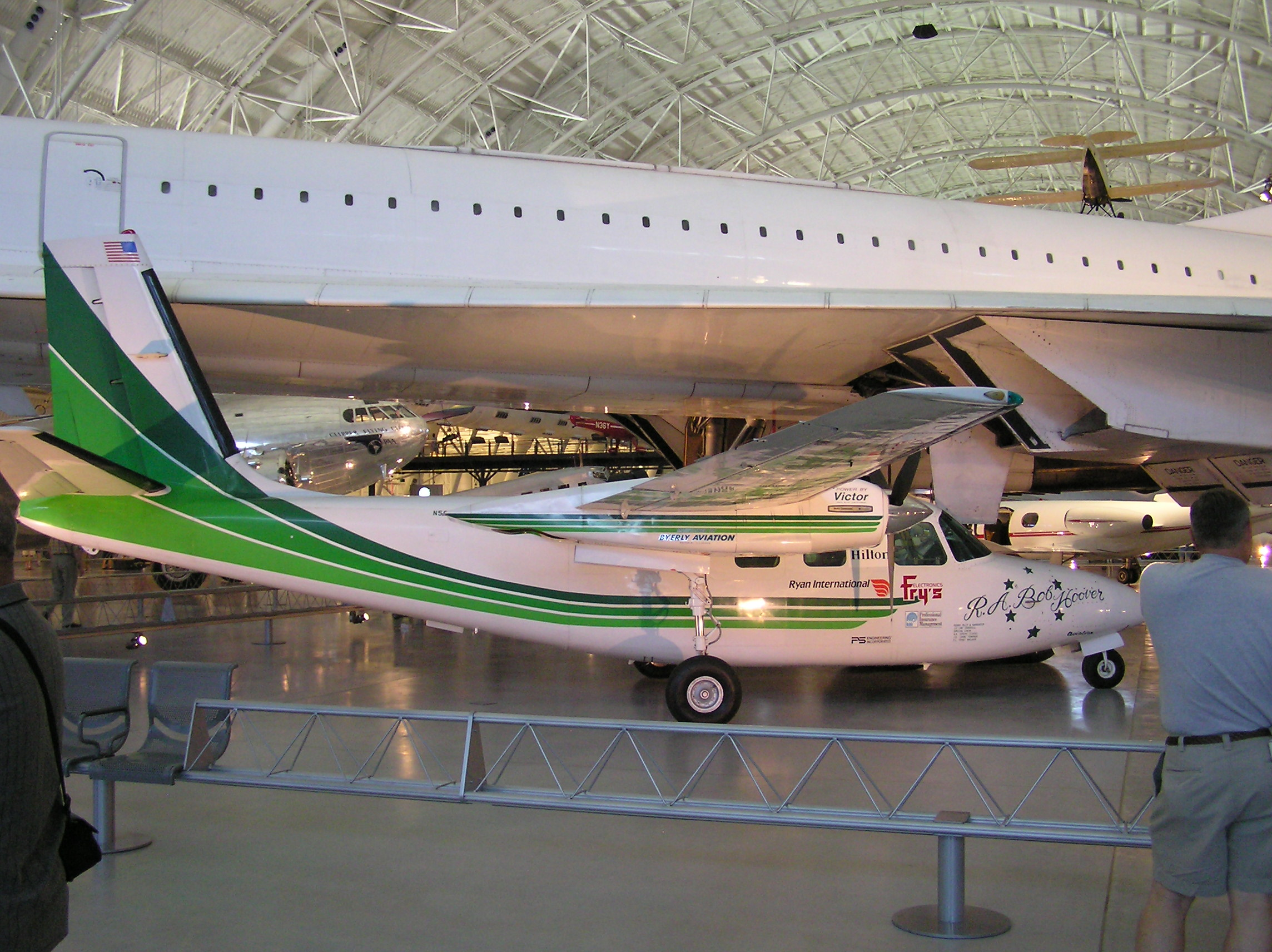
Hoovers Shrike Commander im Udvar-Hazy Center des Smithsonian National Air and Space Museums (2004)

Seinen später legendären Ruf als Kunstflugpilot begründete er mit einem Kunstflugprogramm in einer Aero Commander 500, einem leichten zweimotorigen Schulterdecker, ausgelegt für fünf Personen. In der als Geschäftsflugzeug konzipierten und eher klobig erscheinenden Aero Commander flog Hoover verschiedene Flugmanöver, darunter Loopings, gesteuerte Rollen oder Fassrollen, teilweise flog er diese auch mit einem oder zwei stehenden Triebwerken. Bekannt ist eine Videoaufnahme, in der Hoover eine Fassrolle in einer T-39 fliegt und dabei mit einer Hand Eistee in ein Glas einschenkt.

### Karriereende
Nachdem er im Jahr 1992 Motorprobleme bei der Landung einer North American T-28 hatte, nahm die Federal Aviation Administration (FAA) dies zum Anlass, seine Flugtauglichkeit in Frage zu stellen. Hoover führte daher eine umfangreiche fliegerärztliche Tauglichkeitsuntersuchung zur Wiedererlangung seiner Lizenz durch. Der Konflikt mit der FAA zog sich über zweieinhalb Jahre hin, während der Hoover mit einer australischen Lizenz auf Flugshows im Ausland flog. Das Verfahren erstreckte sich auch über die Aufsichtsbehörde NTSB und ging zuletzt auch vor Gericht. Schließlich stellte ihm die FAA im Jahr 1995 ein neues Tauglichkeitszeugnis aus. Das Verfahren wurde so bekannt, dass James Inhofe,  Senator von Oklahoma und selbst AOPA-Mitglied, die sogenannte „Hoover Bill“ einbrachte, in der Piloten erlaubt wurde, eine Entscheidung über den Lizenzentzug („emergency certificate revocation“) umgehend über das NTSB anzufechten.
Im Jahr 1999 gab Hoover schließlich den Kunstflug vollständig auf. Seine Shrike Commander steht heute im National Air and Space Museum in Dulles.

### Privates
Hoover war verheiratet, seine Frau Colleen starb im März 2016. Die beiden hatten zwei Kinder.

## Ehrungen und Auszeichnungen
Hoover erhielt im Laufe seines Lebens eine Vielzahl von Ehrungen und Auszeichnungen, darunter das Purple Heart und das Distinguished Flying Cross. Die U.S. Air Force Test Pilot School verlieh ihm einen Ehrendoktor. Er war unter anderem Ehrenmitglied der Blue Angels sowie anderer Kunstflugstaffeln.
- 1988 wurde er in die National Aviation Hall of Fame aufgenommen.[17]
- 2006 erhielt er den Freedom of Flight Award der Living Legends of Aviation, welcher im folgenden Jahr in Bob Hoover Freedom of Flight Award umbenannt wurde.[18]
- Im Jahre 2007 wurde Hoover mit der National Air and Space Museum Trophy des Smithsonian National Air and Space Museum ausgezeichnet.[19]